# Luis de la Fuente
Artikeln följer den spanska namnseden; faderns efternamn är De la Fuente och moderns efternamn Castillo.
Luis de la Fuente Castillo, född 21 juni 1961 i Haro, är en spansk före detta professionell fotbollsspelare och sedermera tränare. Han är numera förbundskapten för det spanska herrlandslaget.

## Meriter

### Som spelare
Athletic Bilbao
- La Liga: 1982/1983, 1983/1984[1]
- Copa del Rey: 1983/1984[1]

### Som tränare
Spanien U19
- U19-EM: guld 2015[2]

Spanien U21
- U21-EM: guld 2019[3]

Spanien U23
- OS-silver: 2020[4]